# .17 HMR
.17 Hornady Magnum Rimfire (4.5×27mmR), також відомий як .17 HMR — гвинтівковий набій кільцевого запалення, розроблений компанією Hornady у 2002 році. Він був створений на основі патрона .22 WMR шляхом зменшення дульця гільзи до калібру 0,17 дюйма (4,5 мм). Набій зазвичай споряджається кулею вагою 17 гран (1,1 г) із початковою швидкістю 775 м/с (2550 фут/с).

## Історія
.17 HMR був розроблений як патрон із виключно прямою траєкторією польоту кулі, що мала відтворити балістику застарілого набою 5mm Remington Magnum Rimfire, який випускався з 1970 по 1974 роки та був найшвидшим коли-небудь створеним патроном кільцевого запалення. Кулі та стволи калібру 5 мм (0,2 дюйма) не були доступні для продажу на той час (після припинення виробництва 5mm Remington Magnum Rimfire у 1974 році тільки у 2004 був випущений наступний набій такого калібру — .204 Ruger), тому розробники зупинилися на .17 калібрі через широкий вибір куль для нього. Отриманий набій перевершив 5mm Remington Magnum Rimfire за швидкістю та настильністю траєкторії. Проте його енергія менша ніж у 5mm RMR та .22 WMR.
Набої .17 HMR дещо дорожчі, ніж інші патрони кільцевого запалення, але суттєво дешевші за патрони центрального бою. Починаючи з 2004 року вони виробляються компаніями CCI, Federal Cartridge та Remington .

## Характеристики

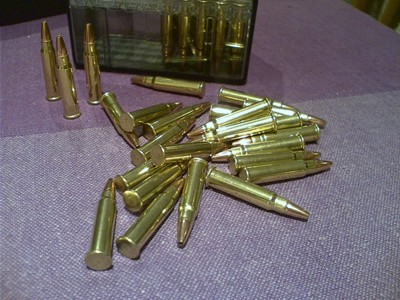
Патрони .17 HMR з експансивними кулями.

Набої .17 HMR виробляються із кулями вагою 15.5 гран (1,0 г), 17 гран (1,1 г), та 20 гран (1,3 г), є варіанти куль із полімерним носиком, експансивні, з м'яким носиком, та з суцільнометалевою оболонкою. Енергії .17 HMR достатньо для вармінтингу та полювання на дрібних тварин. Хоча .17 HMR є дорожчими за поширені патрони кільцевого запалення калібру .22 дюйми, завдяки своїм високим характеристикам їх популярність набирає обертів.
Усе більша кількість виробників пропонує патрони .17 HMR . Серед них CCI, Federal Cartridge, Hornady, Winchester, PMC, Sellier & Bellot, Winchester та Remington. Багатий вибір дозволяє підібрати найкращий боєприпас для потрібних цілей.

## Порівняння з.22 LR

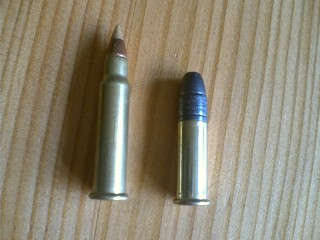
.17 HMR (зліва) у порівнянні з популярним .22 Long Rifle

### Переваги
- Більша швидкість: 2350—2550 фут/с у порівнянні з ≈1255 фут/с у .22LR High Velocity (швидкість .22LR Hyper Velocity може досягати ≈1700 фут/с).
- Більш настильна траєкторія.
- Більша далекобійність.
- На малих дистанціях менша ймовірність рикошету через те, що високошвидкісна куля руйнується при попаданні у перешкоду.

### Недоліки
- Більша ціна.
- Завелика потужність для полювання на малих звірів.
- Значно голосніший звук пострілу.

## Порівняння з .22 WMR

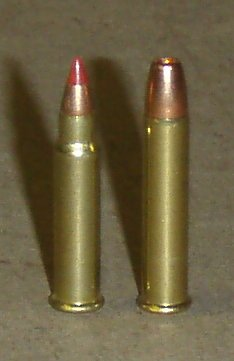
.17 HMR (зліва) та .22 WMR

### Переваги
- Більша швидкість: 2350—2550 фут/с у порівнянні з 2200 фут/с у .22 WMR (із кулею 30 гран).
- Більш настильна траєкторія.
- Більша далекобійність.
- На малих дистанціях менша ймовірність рикошету.

### Недоліки
- Менша дульна енергія.
- Трохи вища ціна.